# Giustino (moneta)
Giustino (anche iustino) è il nome dato a due monete. Per entrambe il nome è legato alla Giustizia.

## Ferrante d'Aragona
Ferrante d'Aragona, fece coniare una moneta d'argento di circa 1,6 g, dal valore di mezzo carlino. Il CNI lo attribuisce alla zecca di Reggio di Calabria. Fu coniata nel periodo 1459-60. Aveva al rovescio la leggenda IVSTICIA ° E ° FORTITVDO ° MEA, da cui il nome.
Recava al dritto la figura frontale del re sul trono tra due protomi di leone e la legenda + FERDINANDVS ° D ° G ° R ° SICILIE°.
Al rovescio c'era lo stemma inquartato in diagonale, con i colori d'Aragona e le croci potenziate. Intorno la legenda già citata.

## Repubblica di Genova
La repubblica di Genova fece coniare nel 1666 una moneta d'argento a basso titolo (333 millesimi), una variante del luigino, da usare nel commercio con il Levante. Aveva al dritto la raffigurazione della Giustizia seduta, che diede il nome alla moneta. La leggenda era in caratteri arabi. 